# كلوز لارسن
كلوز لارسن (بالدنماركية: Claus Larsen)‏ هو لاعب كرة قدم دنماركي، ولد في 20 مايو 1954، وتوفي في 12 مايو 2020. شارك مع منتخب الدنمارك لكرة القدم.